# 古泉弘
古泉 弘（こいずみ ひろし、1947年 - ）は、日本の考古学者、歴史学者。江戸遺跡研究会世話人代表。
東京都教育委員会学芸員、NPO法人としま遺跡調査会代表を歴任。江戸考古学研究の第一人者。

## 来歴
東京都生まれ。1970年駒澤大学文学部歴史学科卒業。
東京都教育庁文化課学芸員を経て「江戸遺跡研究会」世話人代表。
2007年5月よりNPO法人「としま遺跡調査会」代表。國学院大学兼任講師を歴任 。
著書に『地下からあらわれた江戸』『江戸の穴』『考古学ライブラリー』『江戸を掘る - 近世都市考古学への招待』など
。

## 著書
- 『地下からあらわれた江戸』教育出版 2002.6
- 『江戸の穴』柏書房 1990.11
- 『考古学ライブラリー』ニュー・サイエンス社 1987.4
- 『江戸を掘る―近世都市考古学への招待』柏書房 1983.9

### 共編著
- 『事典　江戸の暮らしの考古学』編著　吉川弘文館 2013.12
- 『県史　東京都の歴史（第2版）』共著（竹内誠,池上裕子,加藤貴,藤野敦）山川出版社 2010.11
- 『災害と江戸時代』江戸遺跡研究会編 吉川弘文館 2009.1
- 『歴史考古学を知る字典』共著（熊野正也,川上元,谷口榮）東京堂出版 2006.12
- 『墓と埋葬と江戸時代』共著（寺島孝一,小井川和夫,嶋谷和彦,平本嘉助,惟村忠志,桜井準也,森原明廣,西木浩一,谷川章雄,長佐古真也）吉川弘文館 2004.8
- 『県史　東京都の歴史』共著（竹内誠,池上裕子,加藤貴,藤野敦）山川出版社 1997.1
- 『八百八町の考古学 - シンポジウム　江戸を掘る』共著（大塚初重,坂詰秀一,鈴木公雄,寺島孝一,豊田有恒）山川出版社 1994.8

### 監修
- 『重ね地図でタイムスリップ　変貌する東京歴史マップ』岡村道雄,鞍掛伍郎監修 宝島社 2018.6

近著は、国立国会図書館サーチを参照
江戸遺跡研究会編著は、こちらを参照